# Emil Zimmermann (peintre)
Pour les articles homonymes, voir Emil Zimmermann.
Emil Zimmermann, né le 31 juillet 1858 à Cassel ou d'après Boetticher à Marbourg et mort le 9 décembre 1898 à Cassel, est un peintre prussien romantique, membre de la colonie de peintres de Willingshausen. 

## Biographie
Emil Zimmermann naît le 31 juillet 1858 à Cassel ou à Marbourg.
Il fréquente le lycée Laurentianum d'Arnsberg (de) puis le Gymnasium de Kassel. Il apprend le dessin avec l'empereur allemand Guillaume II pendant son séjour au gymnase de Kassel. Après sa période du gymnasium, il fréquente d'abord l'école des beaux-arts de Cassel, puis passe à l'Académie des beaux-arts de Düsseldorf en 1880. En 1884, il arrive pour la première fois à Willingshausen sur proposition des peintres de Düsseldorf. À partir de 1888, Emil Zimmermann expose à Munich, Dresde et Berlin. Ensuite, les séjours annuels à Willingshausen se font plus longs. Enfin, dans les dernières années de sa vie, il passe toujours les mois d'hiver à Willingshausen.

## Travail
Emil Zimmermann peint des paysages animés par des personnes en costume traditionnel lors de la récolte et du labourage. En outre, il complète ses peintures de paysages par des troupeaux de moutons et des attelages de vaches. Ses peintures sont toutes caractérisées par une légère teinte argentée qui lui est propre. 